# جويلاك
جويلاك (بالفرنسية: ʒɥijak)‏ هي بلدية في إقليم كوريز في نوفيل آكيتاين في جنوب فرنسا. من عام 1790 إلى عام 2015 كانت البلدية عاصمة كانتون جولياك.